# Christian Bermúdez
Christian de Jesús Bermúdez Gutiérrez (Nezahualcóyotl, 26 de abril de 2009) é um futebolista mexicano. Joga na posição de atacante, atualmente defende o Querétaro.

## Carreira
Bermúdez é um meia muito habilidoso, que desde 2006 é jogador do Atlante. Ele pode jogar como uma frente e um meio-campista. Ele é conhecido como O Hobbit por causa de sua baixa estatura. Em 26 de novembro de 2011 Bermúdez foi transferido para o Club América, anunciando-a no twitter oficial da equipe.
Em 2014, assinou com o Querétaro.

## Carreira Internacional
Durante o 2011 CONCACAF Gold Cup, Bermúdez, e quatro outros membros da Equipe Nacional Mexicana, testou positivo para a substância proibida de Clenbuterol e foram retirados do elenco da equipe do torneio. No entanto, todos os jogadores foram exonerados como FIFA determinou que o acusado havia ingerido acidentalmente a substância proibida através de carne contaminada que havia sido servido durante um acampamento de treinamento pré-torneio.
No entanto, Agência Mundial Anti-Doping recorreu ao Tribunal Arbitral do Esporte para pedir a proibição. Mas, em 12 de outubro, 2011 AMA retirou o pedido depois que o arquivo inteiro estava disponível para eles.

## Estatísticas

### Gols pela seleção

#### Seleção Sub-20
| Gols | Data               | Cidade/País                            | Adversário    | Placar | Resultado | Competição                   |
| ---- | ------------------ | -------------------------------------- | ------------- | ------ | --------- | ---------------------------- |
| 1.   | 8 de julho de 2007 | Estádio Commonwealth, Edmonton, Canadá | Nova Zelândia | 2–1    | 2–1       | Copa do Mundo Sub-20 de 2007 |

## Títulos
Atlante
- Campeonato Mexicano (Apertura): 2007[6]